# Stazione di Kami-Kitazawa
La stazione di Kami-Kitazawa (上北沢駅?, Kami-Kitazawa-eki) è una stazione ferroviaria di Tokyo che si trova nel distretto di Setagaya, passante per la linea Keiō della Keiō Corporation.

## Linee
Keiō Corporation
● Linea Keiō

## Struttura
La stazione dispone di una banchina a isola con due binari passanti in superficie.
|   | ● Linea Keiō | per Chōfu, Hashimoto, Keiō-Hachiōji e Takaosanguchi                             |
| 2 | ● Linea Keiō | per Meidaimae, Sasazuka, Shinjuku e linea Shinjuku della metropolitana di Tokyo |

## Stazioni adiacenti
| «                                 | Servizio   | »             |
| Linea Keiō                        | Linea Keiō | Linea Keiō    |
| --------------------------------- | ---------- | ------------- |
| Sakurajōsui                       | Locale     | Hachiman-yama |
| Tutti gli altri treni non fermano |            |               |